# Oscypek
L'Oscypek è un formaggio affumicato polacco, a base di latte di pecora, prodotto nei voivodati della Slesia  e della Piccola Polonia.
È presidio Slow Food,  e dal febbraio 2008, è diventato il primo prodotto polacco a ricevere la denominazione di origine protetta (DOP) del paese.

## Processo di produzione
Esso è ottenuto con latte da pecore (che non può essere inferiore al 60%) della razza Polska Owca Górska, pecora polacca di montagna strettamente legata alla storia e alla tradizione della regione di Podhale (monti Tatra). Nella produzione è eventualmente usato latte di mucca proveniente soltanto da mucche della razza Polska Krowa Czerwona (mucca rossa polacca).
Dagli scarti della sua lavorazione si ottiene un altro formaggio che prende il nome di redykołka.

## Descrizione
Con un particolare forma a fuso è caratterizzato da una crosta lucida  - di colore giallo paglierino - ricoperta in parte con tipici motivi decorativi. Ha una lunghezza di 17–23 cm e un diametro nella parte più ampia di 6–10 cm ed il peso va da 0,6 a 0,8 kg. Dopo il taglio, l'oscypek assume un colore appena crema (accettabile anche un colore quasi bianco).